# Holonotus sternalis
Holonotus sternalis är en skalbaggsart som beskrevs av Charles Joseph Gahan 1894. Holonotus sternalis ingår i släktet Holonotus och familjen långhorningar.
Artens utbredningsområde är:
- Costa Rica.
- Guatemala.

Inga underarter finns listade i Catalogue of Life.